# Dimarella psammophila
Dimarella psammophila är en insektsart som beskrevs av Stange 1963. Dimarella psammophila ingår i släktet Dimarella och familjen myrlejonsländor. Inga underarter finns listade i Catalogue of Life.